# Saint-Evroult-de-Montfort
Saint-Evroult-de-Montfort est une commune française, située dans le département de l'Orne en région Normandie, peuplée de 359 habitants.

## Géographie
La commune est au sud du pays d'Auge. Son bourg est à 2 km au nord de Gacé, à 19 km à l'ouest de La Ferté-Frênel et à 19 km au sud-est de Vimoutiers.
| Mardilly                         | Chaumont                  | Chaumont, Le Sap-André  |
| Mardilly                         | Saint-Evroult-de-Montfort | La Trinité-des-Laitiers |
| Ménil-Hubert-en-Exmes, Résenlieu | Gacé                      | Cisai-Saint-Aubin       |

### Hydrographie
La commune est située dans le bassin Seine-Normandie. Elle est drainée par la Touques, le cours d'eau 02 de la commune de Saint-Evroult-de-Montfort, le fossé 01 de la Loustière, le fossé 01 de la Vacherie, le fossé 01 du Village Noyer, le fossé 02 de la commune de Saint-Evroult-de-Montfort, le fossé 08 de la commune de Saint-Evroult-de-Montfort et le Ru de Saint-Evroult,.
La Touques, d'une longueur de 108 km, prend sa source dans la commune de Champ-Haut et se jette  dans la baie de Seine en limite de Trouville-sur-Mer et de Deauville, après avoir traversé 42 communes. Les caractéristiques hydrologiques de la Touques sont données par la station hydrologique située sur la commune de Mage. Le débit moyen mensuel est de 0,767 m3/s. Le débit moyen journalier maximum est de 14,4 m3/s, atteint lors de la crue du 13 juillet 2021. Le débit instantané maximal est quant à lui de 24,6 m3/s, atteint le même jour.

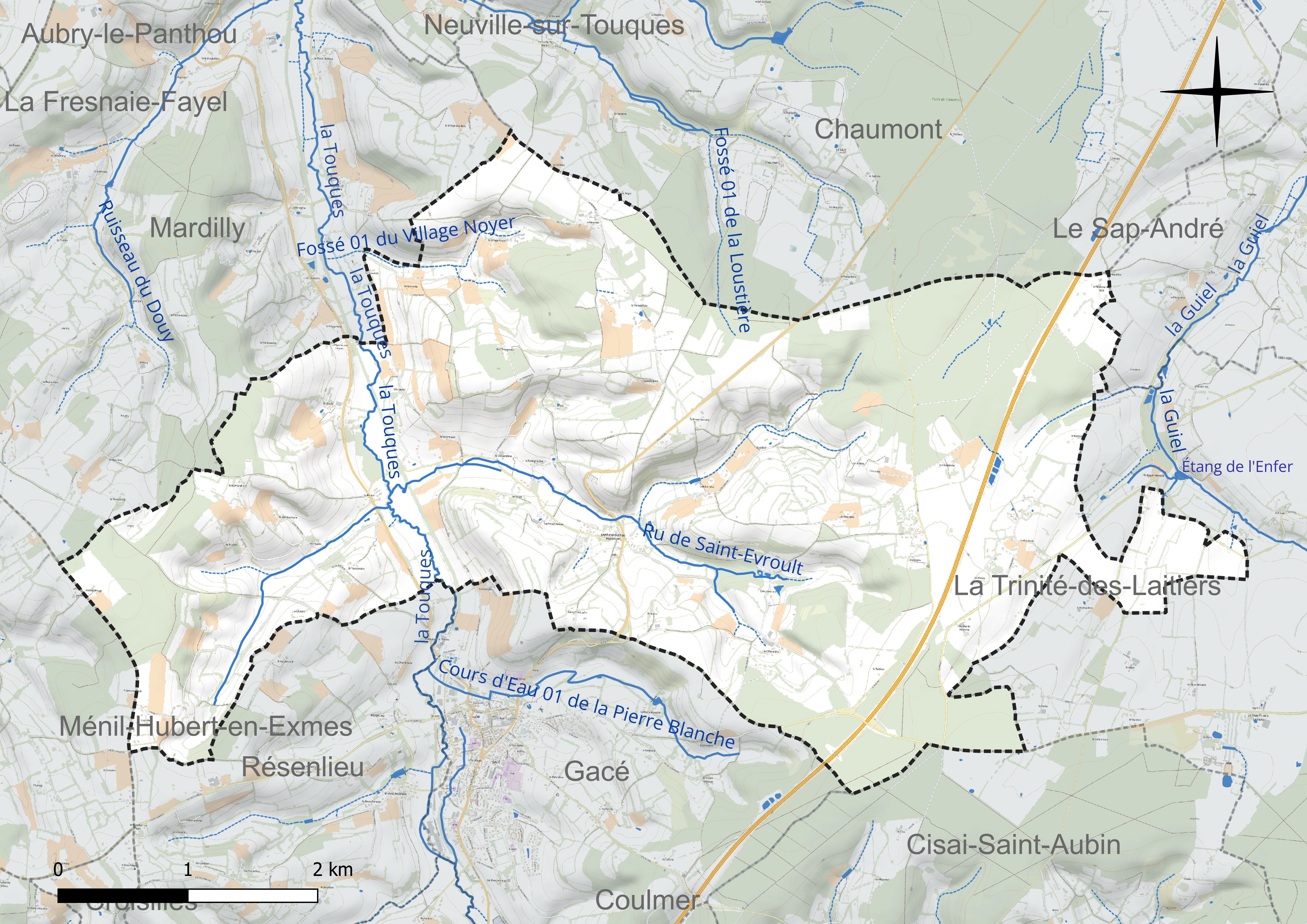
Réseau hydrographique de Saint-Evroult-de-Montfort.

### Climat
Pour des articles plus généraux, voir Climat de la Normandie et Climat de l'Orne.
En 2010, le climat de la commune est de type climat océanique dégradé des plaines du Centre et du Nord, selon une étude du CNRS s'appuyant sur une série de données couvrant la période 1971-2000. En 2020, Météo-France publie une typologie des climats de la France métropolitaine dans laquelle la commune est dans une zone de transition entre le climat océanique et le climat océanique altéré et est dans la région climatique Normandie (Cotentin, Orne), caractérisée par une pluviométrie relativement élevée (850 mm/a) et un été frais (15,5 °C) et venté. Parallèlement le GIEC normand, un groupe régional d’experts sur le climat, différencie quant à lui, dans une étude de 2020, trois grands types de climats pour la région Normandie, nuancés à une échelle plus fine par les facteurs géographiques locaux. La commune est, selon ce zonage, exposée à un « climat contrasté des collines », correspondant au Pays d'Ouche et au Perche et bénéficiant d’un caractère continental affirmé avec des précipitations atténuées et des amplitudes thermiques fortes.
Pour la période 1971-2000, la température annuelle moyenne est de 9,9 °C, avec une amplitude thermique annuelle de 14,2 °C. Le cumul annuel moyen de précipitations est de 826 mm, avec 13,1 jours de précipitations en janvier et 8,3 jours en juillet. Pour la période 1991-2020, la température moyenne annuelle observée sur la station météorologique la plus proche, située sur la commune du Merlerault à 12 km à vol d'oiseau, est de 0,0 °C et le cumul annuel moyen de précipitations est de 0,0 mm,. Pour l'avenir, les paramètres climatiques de la commune estimés pour 2050 selon différents scénarios d’émission de gaz à effet de serre sont consultables sur un site dédié publié par Météo-France en novembre 2022.

## Urbanisme

### Typologie
Au 1er janvier 2024, Saint-Evroult-de-Montfort est catégorisée commune rurale à habitat très dispersé, selon la nouvelle grille communale de densité à sept niveaux définie par l'Insee en 2022.
Elle est située hors unité urbaine et hors attraction des villes,.

### Occupation des sols
L'occupation des sols de la commune, telle qu'elle ressort de la base de données européenne d’occupation biophysique des sols Corine Land Cover (CLC), est marquée par l'importance des territoires agricoles (77 % en 2018), une proportion identique à celle de 1990 (77 %). La répartition détaillée en 2018 est la suivante : 
prairies (68 %), forêts (21,9 %), terres arables (8,7 %), milieux à végétation arbustive et/ou herbacée (1,1 %), zones agricoles hétérogènes (0,3 %). L'évolution de l’occupation des sols de la commune et de ses infrastructures peut être observée sur les différentes représentations cartographiques du territoire : la carte de Cassini (XVIIIe siècle), la carte d'état-major (1820-1866) et les cartes ou photos aériennes de l'IGN pour la période actuelle (1950 à aujourd'hui).

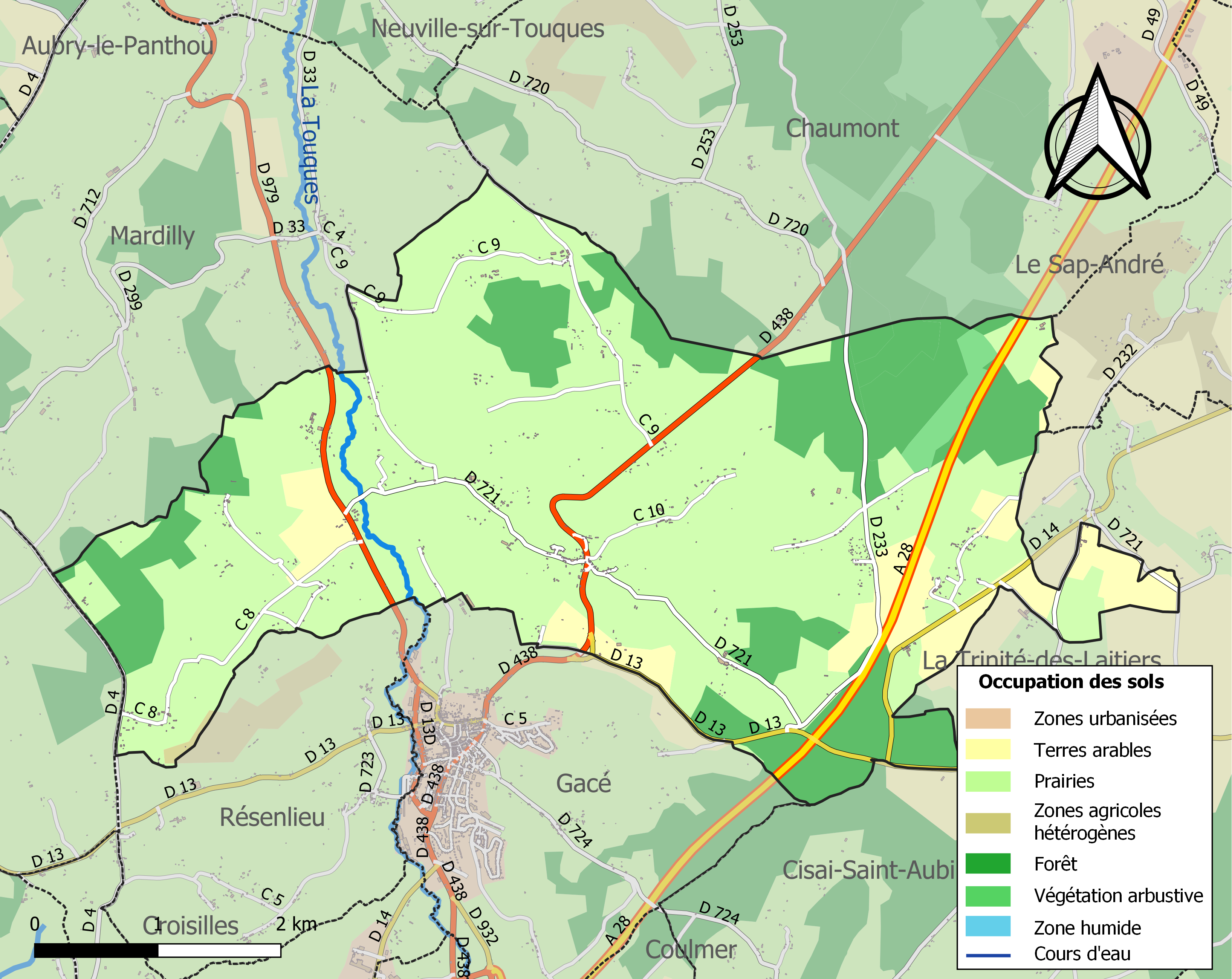
Carte des infrastructures et de l'occupation des sols de la commune en 2018 (CLC).

## Toponymie
Le nom de la localité est attesté sous la forme Sainz Evrou au XIIe siècle,     Montfort en 1793, Saint-Evroult-de-Montfort en 1801.
La paroisse était dédiée à Évroult d'Ouche, fondateur au VIIe siècle de l'abbaye d'Ouche, qui aurait vécu passagèrement en ces lieux une vie d'ermite.
Montfort est issu du latin mons, « mont », et fortis, « fort ».
La commune s'est appelé Montfort sous la Révolution.
Le gentilé est Montfortais.

## Histoire
- Affaire Chauvière, 21 décembre 1861.

## Politique et administration
| Période                                  | Période  | Identité        | Étiquette | Qualité |
| ---------------------------------------- | -------- | --------------- | --------- | ------- |
| 1995                                     | En cours | Jacky Dagonneau | SE        |         |
| Les données manquantes sont à compléter. |          |                 |           |         |

Le conseil municipal est composé de onze membres dont le maire et un adjoint.

## Démographie
L'évolution du nombre d'habitants est connue à travers les recensements de la population effectués dans la commune depuis 1793. Pour les communes de moins de 10 000 habitants, une enquête de recensement portant sur toute la population est réalisée tous les cinq ans, les populations de référence des années intermédiaires étant quant à elles estimées par interpolation ou extrapolation. Pour la commune, le premier recensement exhaustif entrant dans le cadre du nouveau dispositif a été réalisé en 2007.
En 2022, la commune comptait 359 habitants, en évolution de +4,06 % par rapport à 2016 (Orne : −3,21 %, France hors Mayotte : +2,11 %).
Saint-Evroult-de-Montfort a compté jusqu'à 1 057 habitants en 1806.
| 1793 | 1800 | 1806  | 1821  | 1836 | 1841 | 1846 | 1851 | 1856 |
| ---- | ---- | ----- | ----- | ---- | ---- | ---- | ---- | ---- |
| 943  | 951  | 1 057 | 1 011 | 992  | 903  | 875  | 863  | 810  |

| 1861 | 1866 | 1872 | 1876 | 1881 | 1886 | 1891 | 1896 | 1901 |
| ---- | ---- | ---- | ---- | ---- | ---- | ---- | ---- | ---- |
| 760  | 752  | 676  | 666  | 664  | 655  | 590  | 562  | 508  |

| 1906 | 1911 | 1921 | 1926 | 1931 | 1936 | 1946 | 1954 | 1962 |
| ---- | ---- | ---- | ---- | ---- | ---- | ---- | ---- | ---- |
| 489  | 472  | 451  | 491  | 424  | 467  | 441  | 477  | 422  |

| 1968 | 1975 | 1982 | 1990 | 1999 | 2006 | 2007 | 2012 | 2017 |
| ---- | ---- | ---- | ---- | ---- | ---- | ---- | ---- | ---- |
| 387  | 294  | 265  | 231  | 281  | 307  | 310  | 345  | 340  |

| 2022 | - | - | - | - | - | - | - | - |
| ---- | - | - | - | - | - | - | - | - |
| 359  | - | - | - | - | - | - | - | - |

## Lieux et monuments
- Église Saint-Évroult, abritant des fonts baptismaux du XIIe siècle et une Vierge à l'Enfant du XIVe classés à titre d'objets aux Monuments historiques[35],[36],[37].

## Personnalités liées à la commune
- La bande à Moizo, un gang qui, en 1944, attaqua la ferme Dagonneau à Saint-Evroult-de-Montfort, tuant madame Dagonneau[38].
- L'affaire Bassière[39] qui verra l'assassinat de François par son fils Albert se dérouler en 1862 au hameau des Hayes en Saint-Evroult-de-Montfort, jugée les 17 juillet 1862 et 25 mars 1863[40].